# Bubon
Bubon L. é um género botânico pertencente à família Apiaceae.

## Sinonímia
- Athamanta L.

## Espécies
- Bubon tortuosum Desf.
- «Lista completa»

## Classificação do gênero
| Sistema | Classificação                    | Referência               |
| ------- | -------------------------------- | ------------------------ |
| Linné   | Classe Pentandria, ordem Digynia | Species plantarum (1753) |